# Chats sauvages (chanson)
Ne doit pas être confondu avec Les Chats sauvages.
Chats sauvages est une chanson de Marjo sortie en 1986 sur son album Celle qui va.

## Reprises
La chanson est reprise par Les Sœurs Boulay en 2013. En 2023, l'Alliance de l'industrie touristique du Québec produit une campagne publicitaire accompagnée d'une reprise électro de la chanson par le duo Mayfly en deux versions : française et anglais-français.

## Récompenses
- 1987 : Prix Félix de la chanson de l'année